# Slaget ved Trevilian Station
Slaget ved Trevilian Station blev udkæmpet den 11.-12. juni 1864 i generallønant Ulysses S. Grant's Overland kampagne mod den konfødererede general Robert E. Lee's Army of Northern Virginia. Unionskavaleri under generalmajor Philip Sheridan blev afholdt fra at nå sine mål af konfødereret kavaleri under generalmajorerne Wade Hampton og Fitzhugh Lee. Det var det største slag mellem rene kavalerienheder under krigen.

## Baggrund
I dagene op til den 5. juni forsøgte generalløjtnant Ulysses S. Grant at knuse Robert E. Lees Army of Northern Virginia, hvilket ville føre til erobringen af den konfødererede hovedstad Richmond. Grant kunne mærke det politiske pres fra Washington, D.C., fordi der snart skulle være præsidentvalg. Han kunne ikke dele sin styrke eller lave større ændringer i kommandostrukturen uden alvorligt at overveje de politiske effekter.
På den anden side havde Grant brug for en sejr til at styrke hærens moral efter de hårde kampe i Slaget ved Spotsylvania Court House og det voldsomme nederlag i Slaget ved Cold Harbor, som lå blot 20 km fra den konfødererede hovedstad.
Grant udtænkte nu en plan som skulle sikre ham begge hans mål. Han ville flytte sin 100.000 mand store hær sydpå over James River og erobre jernbaneknudepunktet Petersburg, mens hans kavaleri under ledelse af generalmajor Philip Sheridan, skulle slå til mod Virginia Central Railroad i Louisa County mod nord. Denne plan havde to mål: For det første at trække det konfødererede kavaleri væk fra Grants hovedstyrke, så den kunne bevæge sig mere uset i stilling, og for det andet at afbryde jernbaneforbindelsen til Richmond og dermed afskære Lees hær fra vigtige forsyninger fra Shenandoahdalen.
Hertil kom, at Grant fik melding om generalmajor David Hunter's sejr for Unionen i Shenandoahdalen mod generalmajor William E. Jones. Hunter kunne nu rykke østpå og mødes med Sheridan, så de kunne true Lees hær vestfra. Slaget ved Trevilian Station var således alt andet end en afledningsmanøvre.
Om morgenen den 7. juni forlod Sheridan og hans to kavaleri divisioner, under brigadegeneralerne Alfred Thomas Torbert og David McM. Gregg, Cold Harbor og tog nordpå langs North Anna floden, i håb om derefter at krydse floden og ramme jernbanen. De marcherede af sted i to dage i midsommerheden i Virginia, som trættede deres heste i en grad, så mange måtte aflives. Den 10. juni slog Sheridan lejr 5 km nord for Trevilian.
Sheridan havde ikke mødt megen modstand under sin march, men da den blev større den 10. juni og viste sig at være kavaleri forposter erkendte Sheridan at han var blevet slået i at komme først til Trevilian. Lee havde hørt om Sheridans bevægelser den 8. juni og havde sendt sit kavaleri af sted for at opfange den. Hans styrke bestod af to divisioner under generalmajorerne Wade Hampton og Fitzhugh Lee. Hampton havde kommandoen. De konfødererede nåede frem til Trevilian en hel dag inden Sheridan, da de kunne ride den direkte vej, mens Sheridan måtte snige sig af sted for at undgå at blive opdaget. Ved daggry den 11. juni var scenen klar til slaget.

## Slaget
Ved daggry blev Hampton vækket af sine hjælpere til lyden af horn som vækkede fjenden. Spurgt om hvad der skulle gøres, svarede han: "Jeg regner med at kæmpe!"
Hampton opstillede straks sin forsvarsplan for jernbanen. Han vidste at der fra Sheridans stilling, som var ved en korsvej, var to veje til stationen, begge gennem tyk skov. En vej førte til Trevilian Station og den anden til Louisa Court House. Hampton opstillede en dristig plan. Han ville dele sine divisioner med en på hver vej og trænge frem mod fjenden ved vejkrydset, hvilket ville betydeat den ene division ville ramme fjenden i flanken og presse Sheridan mod North Anna floden. Hampton tog to af sine brigader med sig fra Trevilian og lod hans tredje være langt til venstre for sig, for at forhindre at blive ramt i flanken. Den anden division under Fitzhugh Lee skulle rykke frem fra Louisa Court House, og udgjorde højre flanke.
Mens de konfødererede indledte deres fremstød, indledte Sheridan sit. To af Torberts brigader begyndte at rykke ned af vejen mod Trevilian Station mens hans tredje under ledelse af brigadegeneral George A. Custer, sammen med en af Greggs brigader rykkede ned til Louisa Court House. Det var på Trevilian Road at det første sammenstød skete. Da en af Hamptons brigader stødte sammen med Torberts forpostlinje, lod Hampton sine mænd afsidde og stod fast, ja drev endda fjenden tilbage og ventede hvert øjeblik at Fitzhugh Lee skulle ankomme på hans højre fløj, hvorfra han kunne høre riffelild. Hampton var imidlertid i alvorlig undertal og snart blev han tvunget tilbage. Til sidst tog også den anden af Hamptons brigader del i nærkampen i det tykke krat, men de blev også presset tilbage til de kunne se Trevilian Station.
Fitzhugh Lee havde også problemer. Han var dårlig nok kommet af sted fra Louisa Court House før han løb ind i to Unionsbrigader og i håbløst undertal valgte han i stedet at rykke direkte mod Trevilian Station. I mellemtiden lod det til at Custer og hans brigade var forsvundet, men de dukkede op igen ved Trevilian Station. Det var et alvorligt tilbageslag for de konfødererede. Fitzhugh havde uden at vide det tilladt Custer at følge en lille sti, som nu lå åben på hans højre side, lige til stationen. Custer var nu ikke bare bagved, men også mellem de to konfødererede divisioner.
Custer fandt Trevilian Station fuldstændig ubevogtet, der var kun de konfødereredes forsyningsvogne og beholdere med ammunition, fødevarer og hundredvis af heste. Han forsøgte straks at tage det hele, hvilket afstedkom en kort jagt, som efterlod Custer afskåret fra Sheridan. Hampton hørte nu om denne trussel og trak sin brigade på yderste venstrefløj tilbage og sendte dem til stationen, hvor Lee nærmede sig fra Louisa Court House. Pludselig kunne uster mærke, at hans held var sluppet op, da han blev presset fra både højre og venstre flanke ved stationen. Custer trak sig tilbage ad Gordonsville vejen med alt sit bytte. Han opdagede dog ikke et batteri hestetrukket artilleri på en bakke nord for stationen, og det åbnede ild så snart hans mænd var indenfor rækkevidde og tilintetgjorde Custers forreste styrker. På dette tidspunkt blev hans højre flanke overvældet af Hamptons angribende brigade.
Custer var nu omringet. Hans styrker dækkede et stadig mindre område, da hver side blev angrebet og beskudt med granater (en situation, som var bemærkelsesværdig lig hans berømte endeligt i slaget ved Little Bighorn). Custer som frygtede at hans styrke snart ville blive løbet over ende og hans fane erobret, greb fanen, da fanebæreren blev ramt og holdt det indenfor in jakke. Sheridan hørte på dette tidspunkt lyden af kamp fra Custers retning og tænkte at han nok havde brug for hjælp. Han angreb med sine to brigader på Trevilian Road mod Hamptons underlegne linje og pressede dem tilbage til stationen mens den sidste brigade på vejen til Louisa Court House blev beordret til at dreje ind i Fitzhugh Lees udsatte højre flanke og dermed presse ham tilbage. Hampton faldt tilbage mod vest, Lee til højre og slaget endte med at Unionshæren havde kontrollen over Trevilian Station. Sheridan spurgte Custer om han havde mistet sin fane, hvorpå Custer hev dem frem fra sin frakke og råbte "Langt fra".
Den 12. juni begyndte Sheridans styrke at fjerne skinner og sveller med Trevilian Station som midtpunkt. Greggs division bevægede sig mod øst og Torbert mod vest. Custer opdagede hele Hamptons styrke bag brystværn af tømmer 3 km vest for Trevilian. Fitzhugh Lee havde sluttet sig til ham efter at være marcheret i en stor bue rundt om Uniontropperne den foregående nat. Custer blev slået tilbage med store tab, og da Sheridan hørte at der var et helt infanteri korps på vej til Lynchburg valgte han at trække sig tilbage, efter at have lidt store tab og med kun lidt ammunition tilbage.

## Efterspil
Resultaterne af Slaget ved Trevilian Station var blandede. Unionens tab lå på 1.007 (102 døde, 470 sårede og 435 savnede/fangne). De konfødererede tab blev rapporteret som 612, men disse optegnelser er ikke komplette og 1.000 er et bedre estimat. Som afledning var det en fuldstændig succes. Det var først da Grant begyndte at angribe de svage styrker i skyttegravene ved Petersburg at general Lee endelig forstod hvor Grant planlagde at angribe. Hvad angår at forstyrre driften på Virginia Central Railroad var slaget knap så heldigt. I løbet af to uger var sporet repareret og det planlagte møde mellem Sheridan og Hunter blev slet ikke til noget, da Hunter blev besejret i Slaget ved Lynchburg i Shenandoah dalen og blev presset langt ind i Maryland af General Jubal A. Early.

## Yderligere læsning
- Wittenberg, Eric J., Glory Enough For All: Sheridan's Second Raid and the Battle of Trevilian Station, Brassey's, Inc., 2001, ISBN 1-57488-468-9.
- Swank, Walbrook Davis, Battle of Trevilian Station, Burd Street Press, 1994, ISBN 0-942597-68-0
- Wellman, Manly Wade, Giant in Gray, Press of Morningside Bookshop, 1988, ISBN 0-89029-054-7

## Eksterne links
- Trevilian Station Battlefield Organization